# Roc Blanc (Terrassa)
El Roc Blanc és un barri del municipi de Terrassa, situat a la part occidental del districte 4 o de Ponent, situat entre el marge dret del transvasament de la riera del Palau i la carretera d'Olesa. Té una superfície de 0,46 km² i una població de 5.857 habitants el 2021.
Està limitat al nord-oest per la via del ferrocarril Barcelona-Manresa de la RENFE, al nord i a l'est per la ronda de Ponent, al sud per la carretera d'Olesa (C-58) i l'autopista Terrassa-Manresa (C-16) i a l'oest pel nucli de Can Tries, dins el terme municipal de Viladecavalls, al límit del qual s'aixeca el turó del Roc Blanc (297 m) que dona nom al barri. El turó es diu així per una fita o pedra blanca que havia existit en el camí de Terrassa a Olesa.
Depèn de la parròquia Maria Auxiliadora, a l'oest del barri.
Com cada any, l'associació de veïns del barri del Roc Blanc organitza un seguit d'actes per celebrar la festa major del barri. Al Roc Blanc la festa major se celebra durant el 19 i 24 de juny.

## Història
Les primeres cases del barri es van construir vora la carretera d'Olesa cap al final de la dècada del 1940 i foren seguides per altres edificacions cap a l'interior, als carrers de Bailèn i Nàpols, al vessant del torrent de les Gueraldes, en un lloc aïllat que era conegut pels veïns com les Illes Perdudes, o més aviat pel nom en castellà, Islas Perdidas. L'enllumenat públic no hi va arribar fins a la dècada del 1970 i cap al final del segle xx va ser objecte d'un pla especial per a la urbanització i rehabilitació del barri.

## Llocs d'interès
- L'antic Parc de Desinfecció, construcció modernista de 1920, obra de Josep Maria Coll i Bacardí, petit edifici circular coronat per una torre cilíndrica i amb arcs parabòlics a les obertures. Situat vora la carretera d'Olesa.

## Comunicacions i transports
Pel barri passen l'autopista C-16 i la C-58. També té accés a la B-120, que neix al barri, i a la B-40 (quart cinturó de Barcelona). Pel barri hi passa la línia 5 de TMESA, l'empresa que duu a terme el servei públic de viatgers a Terrassa. Els veïns demanen més línies, que puguin portar-los a diferents llocs de la ciutat sense necessitat de transbord.
Des del barri es pot accedir als camins de l'Anella Verda de Terrassa, si bé l'accés és molt perillós pels vianants (accés pel pont sota l'autopista, davant la benzinera Galp) i no hi ha senyalització al respecte. Alguns veïns estan demanant que això es millori.